# Días festivos musulmanes
Los días festivos musulmanes son aquellos donde se suspenden labores y se celebran preceptos religiosos designados en el Islam. Existen dos grandes ejemplos de estas fechas que tienen su conmemoración con una frecuencia anual; el Aíd al-Fitr y el Aíd al-Adha.

## Aíd al-Fitr
El Aíd al-Fitr (del árabe عيد الفطر) es el día de fiesta que celebran el fin del largo ayuno del Ramadán. Durante el Ramadán, los musulmanes en todo el mundo realizan un ayuno diario desde antes del alba hasta la puesta del sol, comiendo su primera comida al acercarse la oración del anochecer. El objetivo del ayuno es enseñar a los musulmanes la paciencia y la humildad, así como también para recordarles lo afortunados que son y hacer hincapié en la ayuda al necesitado y aquellos con menos suerte. El Eid al-Fitr inicia después del ocaso del último día del Ramadán. En las horas tempranas de la mañana del primer día del Shawwal (jornada inaugural del Aíd al-Fitr), los musulmanes realizan un plegaria ritual, entonces se reparten dulces, comida y bebidas sin alcohol en las mezquitas y hogares.

## Aíd al-Adha
El Aíd al-Adha (عيد الأضحى), cae aproximadamente 70 días después del Aíd al-Fitr y es celebrado en honor al profeta Abraham rememorando así, cuando intentó sacrificar a su hijo Ismael como prueba de su lealtad a Dios. El Aíd al-Adha podría traducirse como "celebración del sacrificio", que es representada por los musulmanes de todo el mundo con la ofrenda de un sacrificio animal (comúnmente un cordero) como una acción de gratitud para Dios por salvar la vida del hijo del profeta. La carne del animal es separada en tercios, una para la persona que obsequia a la bestia, otra para repartirla entre sus parientes pobres y el último tercio para los necesitados, independientemente de su religión, raza o nacionalidad.

## Āshūrā
El Āshūrā es festejado entre el noveno y décimo día de Muharram, del calendario musulmán. El Āshūrā es una palabra árabe que significa "diez", siendo una fecha de guardar ayuno opcional. Para los musulmanes sunitas, es motivo de celebración porque fue el día en que el Arca de Noé consiguió aposentarse, el profeta Ibrahim (Abraham) nació y el Kaaba fue construido. Para los chiitas, es un día de duelo, porque es la fecha en que el nieto de Mahoma, Husayn ibn Ali, fue asesinado en la batalla de Karbala.

## Laylat al-Qadr
El Laylat al-Qadr, que en árabe significa "La noche del poder" o "Noche de la autoridad", cae en uno de los últimos diez días del Ramadan (de número impar). Los musulmanes tienen la creencia de que la noche de este día, fue que Dios envió los primeros capítulos del Corán por medio del arcángel Gabriel, al profeta Mahoma cuando él tenía cuarenta años de edad. Es también el aniversario de la noche en que el Corán fue divulgado por primera vez en su integridad por Mahoma.